# Tour du Limousin 1995
Il Tour du Limousin 1995, ventottesima edizione della corsa, si svolse dal 15 al 18 agosto 1995 su un percorso di 706 km ripartiti in 4 tappe, con partenza e arrivo a Limoges. Fu vinto dal belga Andrei Tchmil della Lotto-Isoglass davanti al tedesco Jan Ullrich e al francese Didier Rous.

## Tappe
| Tappa  | Data      | Percorso                  | km  | Vincitore di tappa | Leader cl. generale |
| ------ | --------- | ------------------------- | --- | ------------------ | ------------------- |
| 1ª     | 15 agosto | Limoges > Dun-le-Palestel | 165 | Andrei Tchmil      | Andrei Tchmil       |
| 2ª     | 16 agosto | Guéret > Biars-sur-Cère   | 190 | Jens Heppner       | Andrei Tchmil       |
| 3ª     | 17 agosto | Bretenoux > Chaumeil      | 158 | Rolf Aldag         | Andrei Tchmil       |
| 4ª     | 18 agosto | Lubersac > Limoges        | 193 | Christophe Capelle | Andrei Tchmil       |
| Totale | Totale    | Totale                    | 706 |                    |                     |

## Dettagli delle tappe

### 1ª tappa
- 15 agosto: Limoges > Dun-le-Palestel – 165 km

| Pos. | Corridore     | Squadra | Tempo    |
| ---- | ------------- | ------- | -------- |
| 1    | Andrei Tchmil | Lotto   | 4h09'48" |
| 2    | Jan Ullrich   | Telekom | s.t.     |
| 3    | Henk Vogels   | Novell  | s.t.     |

| Pos. | Corridore     | Squadra | Tempo |
| ---- | ------------- | ------- | ----- |
| 1    | Andrei Tchmil | Lotto   |       |

### 2ª tappa
- 16 agosto: Guéret > Biars-sur-Cère – 190 km

| Pos. | Corridore        | Squadra           | Tempo    |
| ---- | ---------------- | ----------------- | -------- |
| 1    | Jens Heppner     | Telekom           | 4h42'42" |
| 2    | Jean-Cyril Robin | Festina-Lotus     | s.t.     |
| 3    | Nicolas Jalabert | Mutuelle de Seine | a 1'18"  |

| Pos. | Corridore     | Squadra | Tempo |
| ---- | ------------- | ------- | ----- |
| 1    | Andrei Tchmil | Lotto   |       |

### 3ª tappa
- 17 agosto: Bretenoux > Chaumeil – 158 km

| Pos. | Corridore        | Squadra | Tempo    |
| ---- | ---------------- | ------- | -------- |
| 1    | Rolf Aldag       | Telekom | 4h31'07" |
| 2    | Yvon Ledanois    | Gan     | a 4"     |
| 3    | Kai Hundertmarck | Telekom | s.t.     |

| Pos. | Corridore     | Squadra | Tempo |
| ---- | ------------- | ------- | ----- |
| 1    | Andrei Tchmil | Lotto   |       |

### 4ª tappa
- 18 agosto: Lubersac > Limoges – 193 km

| Pos. | Corridore          | Squadra       | Tempo    |
| ---- | ------------------ | ------------- | -------- |
| 1    | Christophe Capelle | Gan           | 4h58'21" |
| 2    | Laurent Brochard   | Festina-Lotus | a 1"     |
| 3    | Dainis Ozols       | Novell        | a 2"     |

| Pos. | Corridore     | Squadra | Tempo     |
| ---- | ------------- | ------- | --------- |
| 1    | Andrei Tchmil | Lotto   | 18h31'30" |
| 2    | Jan Ullrich   | Telekom | s.t.      |
| 3    | Didier Rous   | Gan     | s.t.      |

## Classifiche finali

### Classifica generale
| Pos. | Corridore        | Squadra                    | Tempo     |
| ---- | ---------------- | -------------------------- | --------- |
| 1    | Andrei Tchmil    | Lotto-Isoglass             | 18h31'30" |
| 2    | Jan Ullrich      | Team Deutsche Telekom      | s.t.      |
| 3    | Didier Rous      | Gan                        | s.t.      |
| 4    | Henk Vogels      | Novell                     | a 2"      |
| 5    | Arturas Kasputis | Chazal-MBK-Konig           | a 5"      |
| 6    | Laurent Desbiens | Castorama                  | a 17"     |
| 7    | Bruno Thibout    | Castorama                  | a 30"     |
| 8    | Laurent Pillon   | Mutuelle de Seine-et-Marne | a 1'19"   |
| 9    | Frédéric Pontier | Aubervilliers 93-Peugeot   | a 1'21"   |
| 10   | Patrice Halgand  | Festina-Lotus              | a 1'36"   |